# Disonancia cognitiva

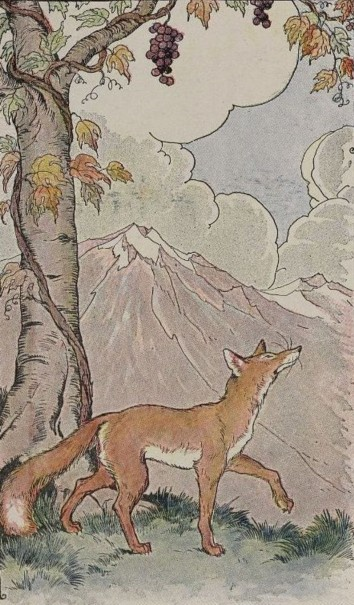
La zorra y las uvas, una fábula de Esopo. Cuando la zorra no consigue alcanzar las uvas, decide que no las quiere.

En psicología, el término disonancia cognitiva hace referencia a la tensión o desarmonía interna del sistema de ideas, creencias y emociones (cogniciones) que percibe una persona que tiene al mismo tiempo dos pensamientos que están en conflicto, o por un comportamiento que entra en conflicto con sus creencias. Es decir, el término se refiere a la percepción de incompatibilidad de dos cogniciones simultáneas, todo lo cual puede impactar sobre sus actitudes.
El concepto fue formulado por primera vez en 1957 por el psicólogo estadounidense Leon Festinger, en su obra A Theory of Cognitive Dissonance (edición en español, Teoría de la disonancia cognoscitiva). La teoría de Festinger plantea que, al producirse esa incongruencia o disonancia de manera muy apreciable, la persona se ve automáticamente motivada para esforzarse en generar ideas y creencias nuevas para reducir la tensión hasta conseguir que el conjunto de sus ideas y actitudes encajen entre sí, constituyendo una cierta coherencia interna.
La manera en que se produce la reducción de la disonancia puede tomar distintos caminos o formas. Una muy notable es un cambio de actitud o de ideas ante la realidad.

## Reducción de la disonancia
La motivación para la reducción de la disonancia se debe a la tensión psicológica que un individuo tiene que soportar cuando su sistema cognitivo presenta una gran disonancia o incoherencia interna. Por ejemplo, una persona con valores y creencias morales inculcadas desde su infancia puede verse envuelta en acciones que él mismo rechazaría (guerras, muertes, torturas,...), por lo que se ve motivada a introducir nuevos valores que justificarían su actitud: la defensa de la Patria, el evitar males mayores, etcétera.

### Mentalidad retributiva
En la toma de decisiones, es también muy importante el efecto de la disonancia cognitiva. Si la persona piensa que, cuando hay un esfuerzo o se produce un coste, lo consistente es que a este costo o penalidad le siga una recompensa apreciable, al advertir que después de un esfuerzo no llega la recompensa esperada, puede reducir la consiguiente disonancia buscando otra posible recompensa futura: Sólo se aprende del error, esto servirá para evitar futuros errores... Otras veces, cuando se ha elegido una alternativa que no ha resultado lo satisfactoria que se pensaba, se pueden encontrar ventajas que antes no se habían detectado. 

## Ejemplos

### Consumo de carne
El consumo de carne puede conllevar discrepancias entre la acción de comer carne y los valores internos de una persona.  Algunos investigadores llaman a este conflicto moral la paradoja de la carne. Hank Rothgerber postuló que los consumidores de carne pueden hallar un conflicto entre su hábito alimenticio y su afección por los animales. Esto ocurre cuando la disonancia involucra el reconocimiento de la conducta propia como consumidor de carne y la creencia, actitud o valor que esta acción contradice. La persona en este estado puede emplear varios métodos para prevenir que esta disonancia ocurra, tales como la evasión, la ignorancia deliberada, la disociación, el cambio en la percepción de la conducta y la derogación del bienhechor. Cuando la disonancia ocurre, la persona puede contrarrestarla con cogniciones impulsadas a justificar ese acto, como la denigración de los animales, búsqueda de argumentos a favor de la carne, o la negación de responsabilidad propia.
El alcance de la disonancia cognitiva en relación con el consumo de carne varía según las actitudes y valores del individuo, que pueden determinar si existe o no conflicto moral alguno entre sus valores y lo que come. Por ejemplo, personas de tendencias dominantes y que valoran una personalidad masculina son menos propensas a experimentar esta disonancia al tender a pensar menos que comer carne es moralmente reprobable.

### Tabaco
El estudio Patrones de reducción de Disonancia Cognitiva entre Fumadores: Un Análisis Longitudinal del International Tobacco Control (ITC) (2012) señaló que los fumadores usan un sistema de creencias como justificación para reducir su disonancia cognitiva entre fumar tabaco y las consecuencias negativas de hacerlo.
Para reducir la disonancia cognitiva, los participantes ajustaron sus creencias para ajustarlas a sus acciones:
1. Creencias funcionales: ("Fumar me calma cuando estoy estresado o molesto."; "Fumar me ayuda a concentrarme mejor."; "Fumar es una parte importante de mi vida."; y "Fumar me hace más fácil socializar.")
2. Creencias de minimización del riesgo ("Las evidencias médicas de que fumar es perjudicial son exageradas."; "Todos tenemos que morir por algo, ¿así que por qué no disfrutar y fumar?"; y "Fumar no es más arriesgado que otras cosas que hace la gente.")

### Comercio
Un experimento clásico realizado por Leon Festinger demostró la existencia de la disonancia cognitiva. El experimento consistió en pedir a una serie de sujetos que realizasen una tarea muy aburrida. Al concluir la tarea, dividió a los sujetos en tres grupos, les preguntó qué les había parecido la tarea y todos opinaron que les resultó muy aburrida. A los sujetos del primer grupo, el grupo de control, les dijo que el experimento había concluido y que se podían ir. A los sujetos del segundo grupo, les dijo que afuera se encontraba una persona que tenía que realizar la tarea, pero que no estaba muy convencida, así que les daría 1 dólar si le decían que la tarea fue muy divertida. Con los del tercer grupo hizo lo mismo, pero en vez de un dólar les dio 20. Posteriormente, a los integrantes del segundo grupo se les informaría que los del tercer grupo recibieron una suma mayor de dinero.
Al cabo de una semana, Festinger llamó a todos los sujetos para preguntarles de nuevo qué les pareció la tarea. Los del primer y tercer grupo reafirmaron su anterior respuesta, que la tarea había sido muy aburrida. Sorprendentemente, descubrió que los del segundo grupo creían que la tarea fue divertida. La explicación de por qué el segundo grupo cambió de opinión es que al saber que recibieron menos dinero que el tercer grupo, se vieron obligados a cambiar su pensamiento, dado que no tenían justificación.
En el ámbito del mercado, se refiere al cambio de parecer al saberse estafado o engañado después de una compra ("De cualquier forma me sirve para...", "Pensándolo bien, es lo que necesito para...").

## Interpretación a partir de los componentes afectivos y cognitivos de la actitud
La disonancia cognitiva implica cierta falta de coherencia entre actitud y acción. Robert A. Baron y Donn Byrne escribieron: “Desgraciadamente, la disonancia cognitiva es una experiencia muy común. Cada vez que dices cosas que realmente no crees, que tomas una decisión difícil o descubres que algo que has comprado no es tan bueno como esperabas, puedes experimentar disonancia. En todas estas situaciones, hay un salto entre nuestras acciones y nuestras actitudes que tiende a hacernos sentir bastante incómodos”.
Teniendo presente que nuestra actitud característica está constituida tanto por componentes afectivos como cognitivos, puede decirse que la falta de coherencia que experimentamos en la disonancia se debe a la falta de coincidencia entre nuestro querer y nuestro pensar. Así, si de improviso se nos presenta una persona conocida con la cual hemos tenido cierta desavenencia previa, debemos adoptar una postura definida: no saludarla, por ejemplo, o bien fingir que uno siente que no ha pasado nada. Si tenemos tiempo de prever la situación, es posible que la disonancia sea menor, mientras que, si la situación se presenta en forma repentina, es posible que luego recapacitemos por no estar del todo convencidos con la actitud adoptada. De ahí que pueda considerarse que toda disonancia se produce cuando existe un conflicto interno entre nuestros componentes afectivos y cognitivos. Este conflicto nos lleva a cambiar nuestra actitud.
Desde este punto de vista, podríamos hablar de la disonancia cognitiva-afectiva, que tiene otras implicaciones, como la de ser, posiblemente, el sustento psicológico de la conciencia moral. Imaginemos una situación en que nos favorecemos en forma egoísta perjudicando simultáneamente a alguien. El conocimiento de los efectos de nuestra acción nos hará sentir culpables. De ahí que la disonancia o incoherencia entre las componentes de la actitud aparecerá en todo individuo que tenga desarrollada su conciencia moral. Y por eso es posible identificarlas.

## Condiciones de existencia
Respecto de las condiciones para la existencia de la disonancia, Saul Kassin, Steven Fein y Hazel Rose Marcus escriben:
- un acto con consecuencias indeseadas.
- un sentimiento de responsabilidad personal.
- activación psicológica o incomodidad.
- atribución de la activación al acto discrepante con las actitudes.[9]